# New Zealand Cadet Forces
New Zealand Cadet Forces (NZCF) sind eine uniformierte Jugendorganisation für Jugendliche zwischen 13 und 18 Jahren. Die Förderung der Entwicklung junger Menschen ist das Ziel der NZCF. Um dies zu erreichen, bieten die NZCF Aktivitäten und Führungskurse an, um das Selbstbewusstsein und die Führungsqualitäten zu stärken. Die Teilnahme ist freiwillig.

## Organisationsbereiche

### NZCF
Die Jugendorganisation wird manchmal mit den Pfadfindern verglichen, haben aber eher eine militärische Struktur. Zwischen den NZCF und der neuseeländischen Verteidigungsstreitkraft ((New Zealand Defence Force (NZDF)), die die Gesamtheit der drei neuseeländischen Streitkräfte bilden) besteht eine Partnerschaft. Die NZCF sind keine Voraussetzung für zukünftigen Militärdienst und dienen nicht zur Rekrutierung von Offizieren und Soldaten. Wenn eine Karriere in der NZDF angestrebt wird, ist ein Hintergrund mit der NZCF jedoch von Nutzen.

### NZDF
Die NZDF besteht aus drei Teilstreitkräften: der königlich-neuseeländischen Marine (Royal New Zealand Navy (RNZN)), der königlich-neuseeländischen Luftwaffe (Royal New Zealand Air Force (RNZAF)) und der neuseeländischen Armee (New Zealand Army). Der Kommandeur der neuseeländischen Streitkräfte ist der Chief of Defence Force (CDF), Generalleutnant Timothy Keating. Die NZCF wird von ihm, stellvertretend für den neuseeländischen Verteidigungsminister, unterstützt.

### Abteilungen
Wie die NZDF, bestehen auch die NZCF aus drei Teilen. Diese drei Teile heißen Korps. Es gibt das Air Training Corps (ATC), das Sea Cadet Corps (SCC) und das New Zealand Cadet Corps (NZCC). Die NZCF, bestehend aus diesen drei Teilen, werden von verschiedenen Organisationen unterstützt.

#### Air Training Corps (ATC)
Zwischen dem Air Training Corps und der RNZAF besteht eine Kooperation. Die von dem ATC getragene Uniform ist die gleiche wie die RNZAF-Uniform. Hauptaufgabe des ATC ist das Fliegen. Luftfahrt wird unterrichtet und Kadetten haben die Möglichkeit, Segelflugzeuge und andere kleine Flugzeuge zu fliegen. Einheiten der ATC heißen Staffeln, z. B. 37. (Thames) Staffel, 18. (Avon) Staffel.

#### Sea Cadet Corps (SCC)
Zwischen dem Sea Cadet Corps und der RNZN besteht eine Partnerschaft. Die von dem SCC getragene Uniform ist die gleiche wie die RNZN-Uniform. Die Entwicklung seemännischer Fähigkeiten und Grundkenntnissen verschiedener Wasserfahrzeuge wie Motor-, Segel-, Ruder- und Paddelboote ist ein Ziel des SCC. Einheiten des SCC heißen Training Ships (TS), wie etwa die TS Leander, TS Bellona, TS Gambia oder die TS Rangiriri.

#### New Zealand Cadet Corps (NZCC)
Zwischen dem NZCC und der neuseeländischen Armee besteht eine Partnerschaft. Die von dem NZCC getragene Uniform ist die gleiche wie die der neuseeländischen Armee. Die NZCC macht viele Aktivitäten in der Natur, wie zum Beispiel Schießen, Überlebenstraining oder Camping.
Zusätzlich zu den korpsspezifischen Aktivitäten macht jede Einheit auch ihre eigenen Aktivitäten, wie zum Beispiel Wandern, Schießen, Camping, Erste-Hilfe-Training oder Überlebenstraining.

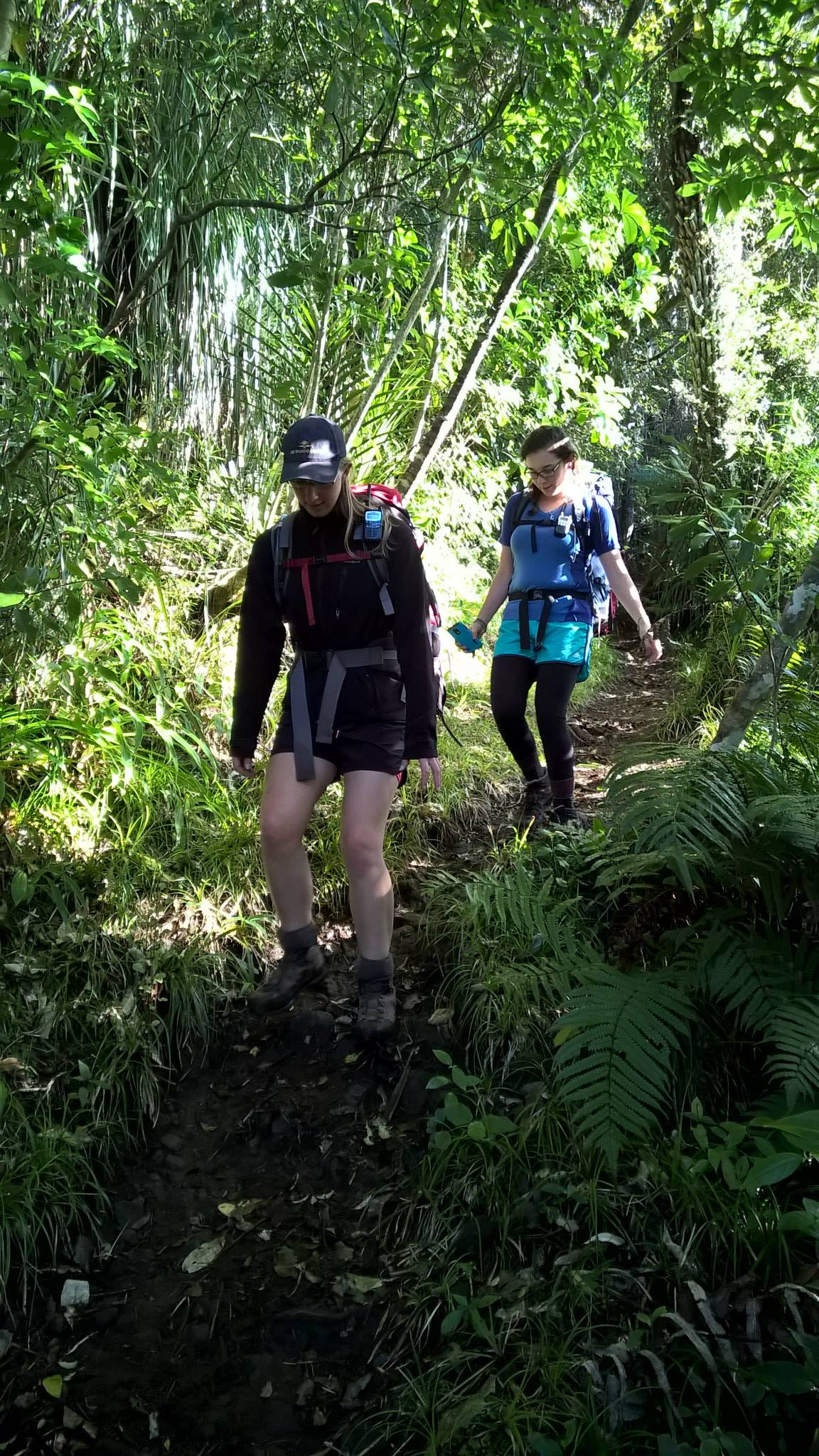
Wanderung im Wald
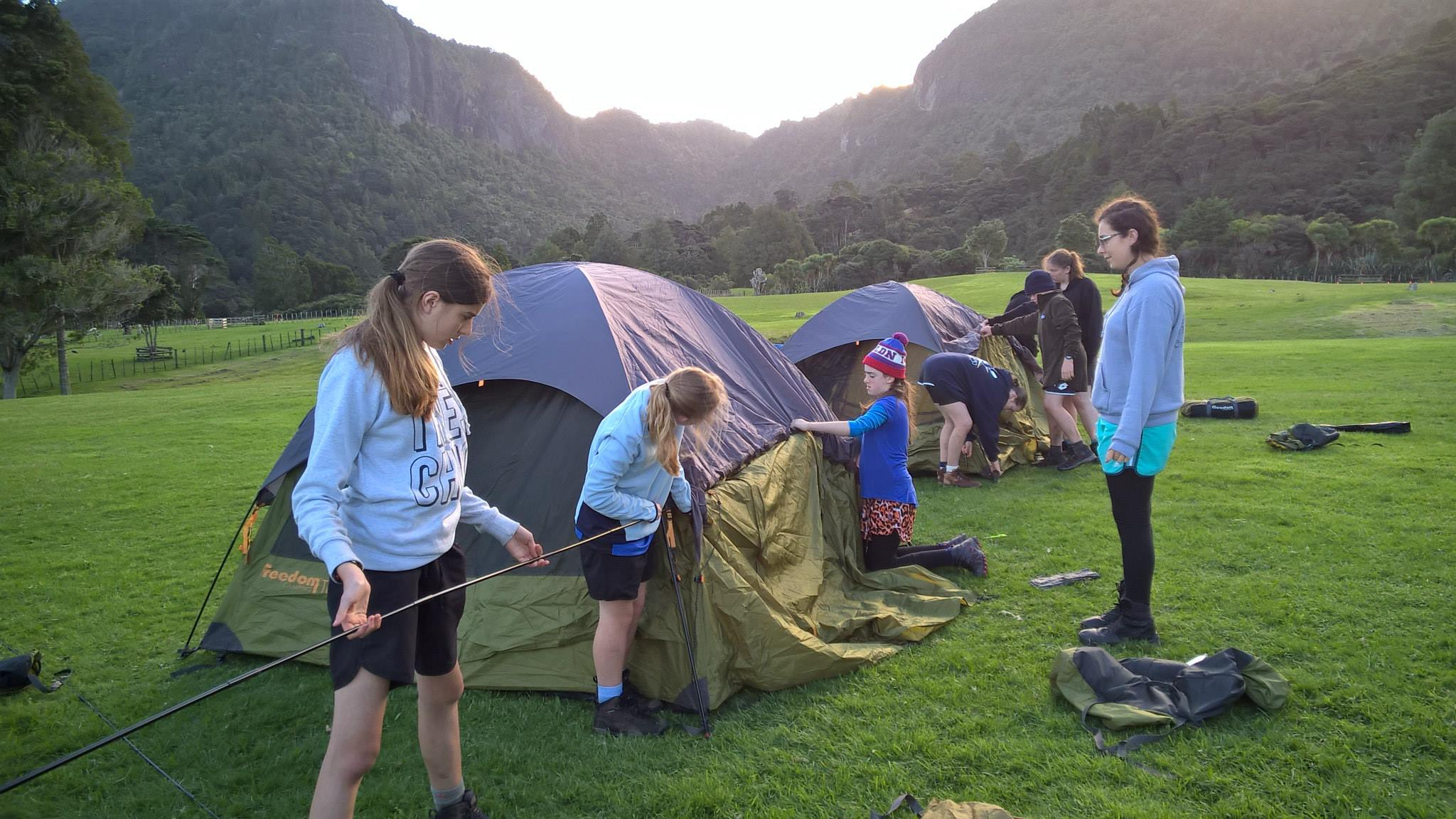
Camping
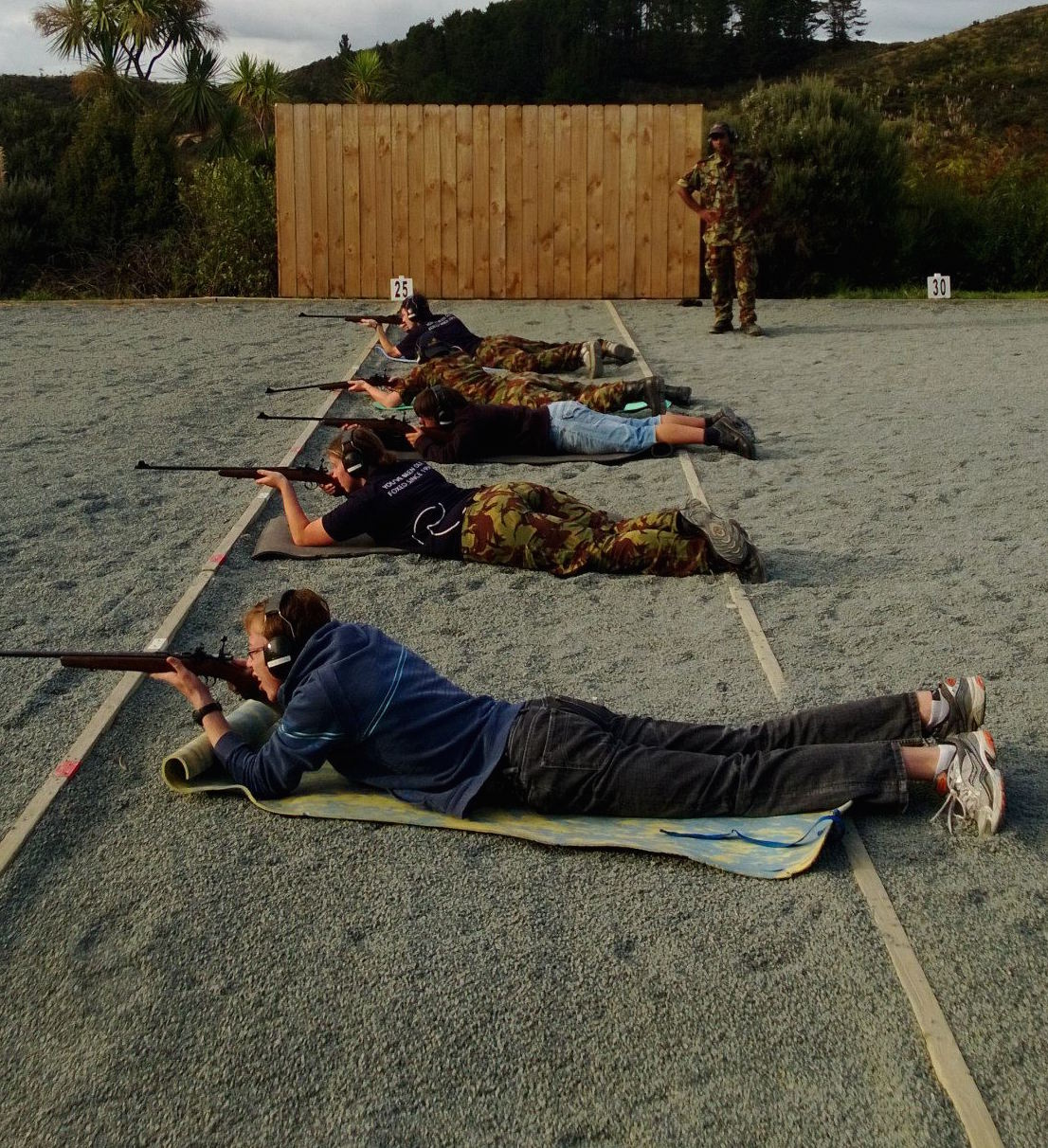
Übungsschießen in der Schießanlage
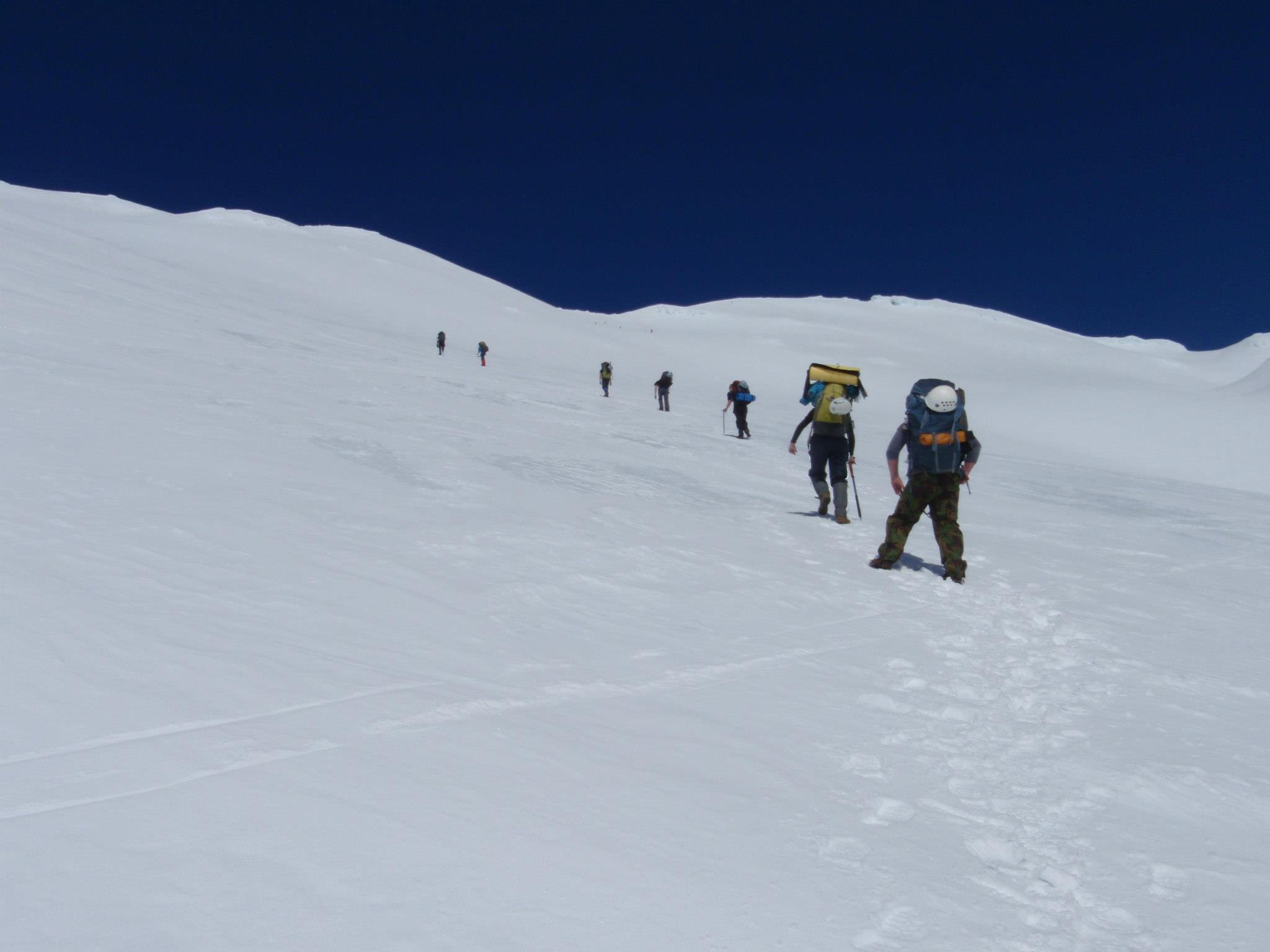
Bergsteigertour, Mt Ruapehu
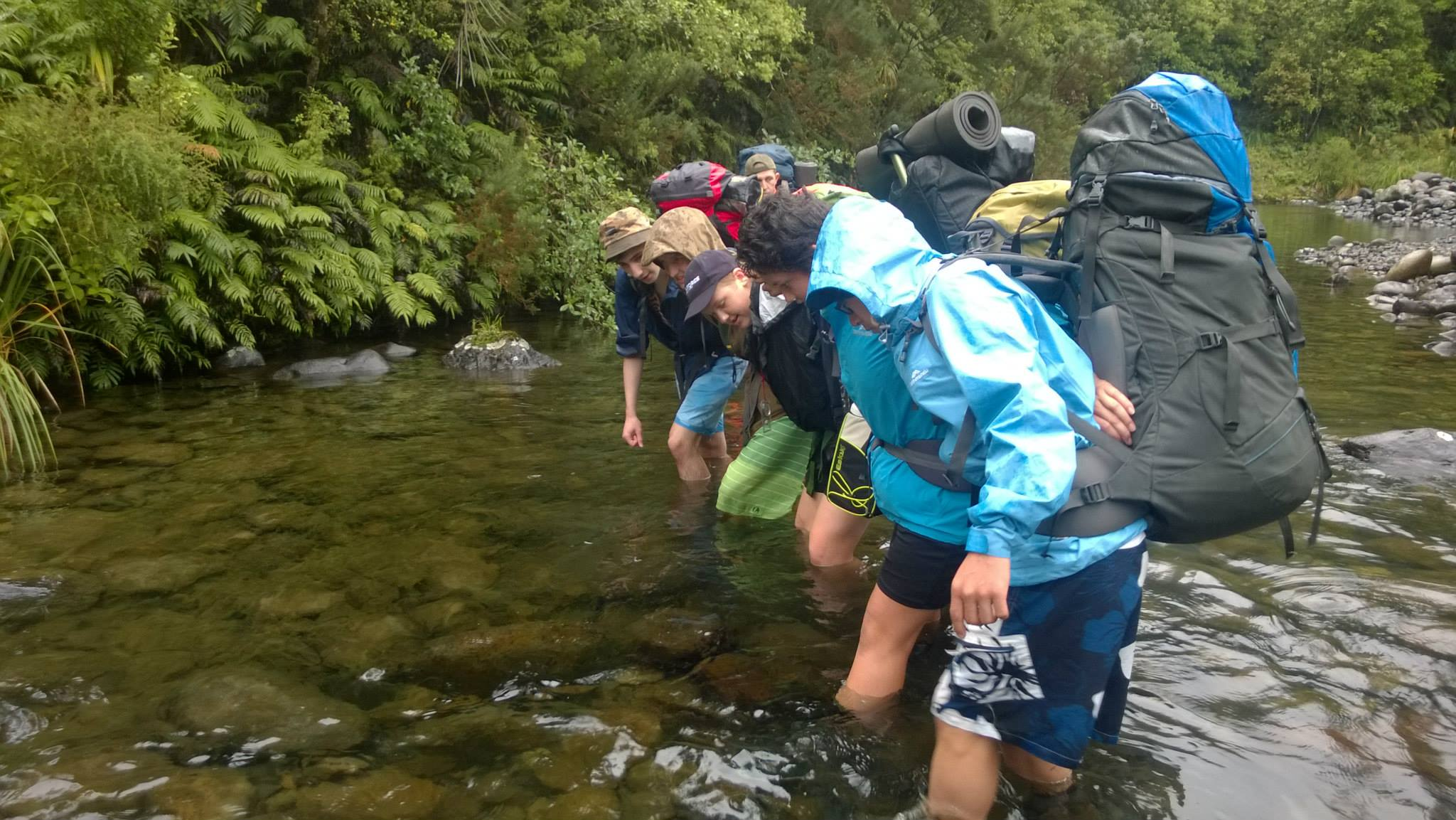
Wandern
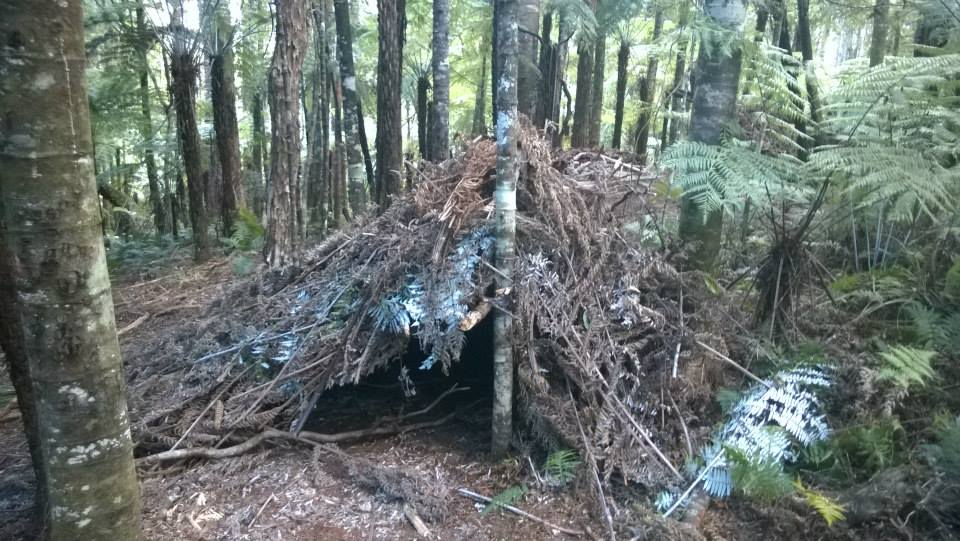
Ein Biwak im Wald

## Dienstgrade

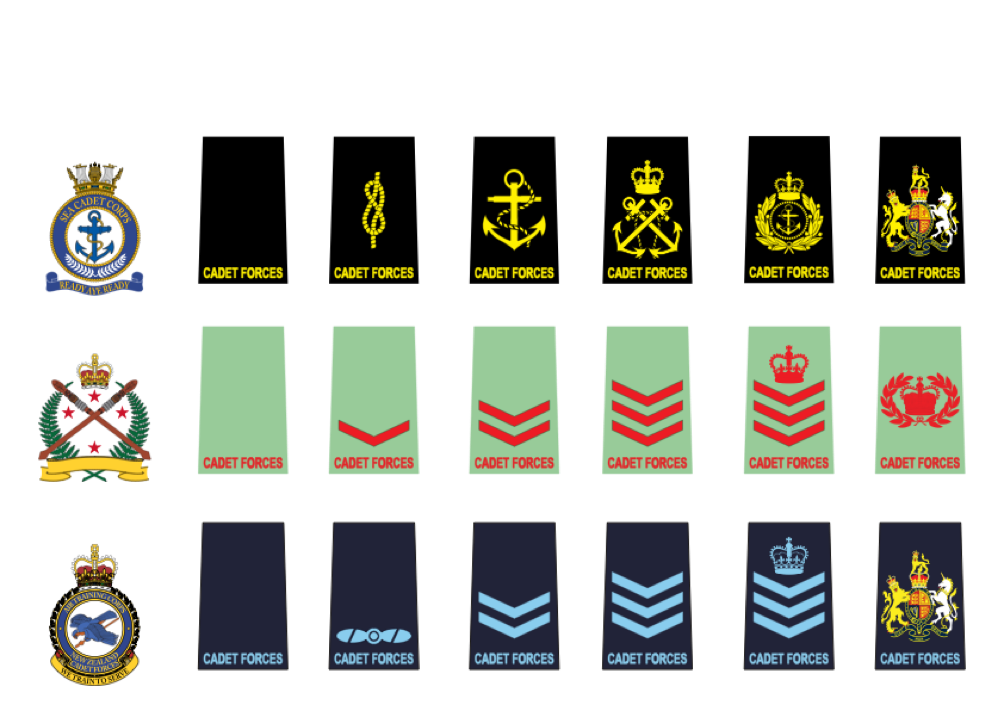
Unteroffiziere der NZCF

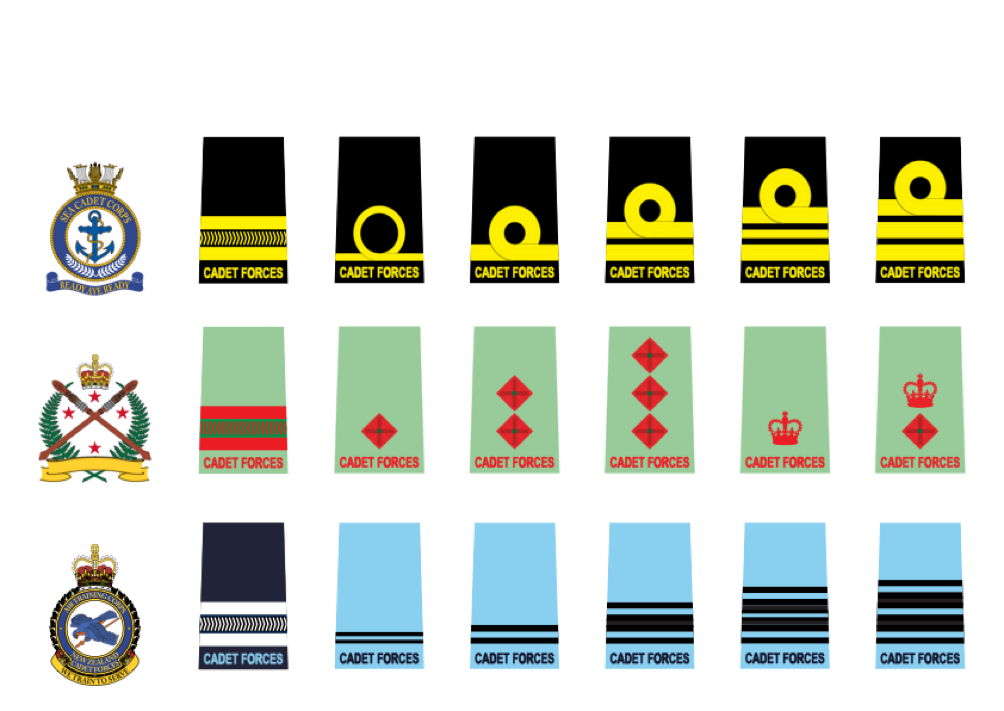
Offiziere der NZCF

Wie beim Militär unterteilen die NZCF-Dienstgrade sich in Laufbahngruppen sowie in die Dienstgradgruppen Unteroffiziere und Offiziere). Kadetten werden unterschiedlich ausgebildet und verwendet – nach zwei oder drei Jahren wird der erste Unteroffizier-Dienstgrad erreicht. Je höher der Dienstgrad, desto mehr Verantwortung trägt man. Um die Ränge aufzusteigen, besucht man verschiedene Führungskurse. In den Kursen werden Lehrkompetenzen und Führungsqualitäten unterrichtet. Die Organisation basiert auf der Idee, dass Jugend von Jugend geführt wird.
Kadetten-/Unteroffiziers-Dienstgrade
- SCC: Cadet, Leading Hand, Able Cadet, Petty Officer, Chief Petty Officer, Warrant Officer
- NZCC: Cadet, Lance Corporal, Corporal, Sergeant, Staff Sergeant, Warrant Officer (class II)
- ATC: Cadet, Leading Air Cadet, Corporal, Sergeant, Flight Sergeant, Warrant Officer

Offiziers-Dienstgrade
- SCC: Under Officer, Ensign, Sublieutenant, Lieutenant, Lieutenant Commander, Commander
- NZCC: Under Officer, Second Lieutenant, Lieutenant, Captain, Major, Lieutenant Colonel
- ATC: Under Officer, Pilot Officer, Flying Officer, Flight Lieutenant, Squadron Leader, Wing Commander

## Regionalbüros
Für die Organisation der NZCF ist Neuseeland in drei Bereiche unterteilt. Jeder Bereich hat ein Regionalbüro. Sie haben den Zweck, die Einheiten zu trainieren und zu unterstützen.
| Büro                                                           | Ort          | Verantwortungsbereich                                                                                             |
| -------------------------------------------------------------- | ------------ | --- |
| Northern Area Cadet Forces Training and Support Unit (NACFTSU) | Auckland     | die Organisation der Einheiten in der oberen Hälfte der Nordinsel (nördlich von Tokoroa)                          |
| Central Area Cadet Forces Training and Support Unit (CACFTSU)l | Ohakea       | die Organisation der Einheiten in der unteren Hälfte der Nordinsel (nördlich von Wellington, südlich von Tokoroa) |
| Southern Area Cadet Forces Training and Support Unit (SACFTSU) | Christchurch | die Organisation der Einheiten in der Südinsel                                                                    |

Zusätzlich zu den drei Regionalbüros gibt es einen nationalen Hauptsitz in Wellington, bekannt als HQNZCF (Headquarters New Zealand Cadet Forces). Aufgabe des HQNZCF ist die Leitung und strategische Führung der Organisation.

## Struktur einer Einheit

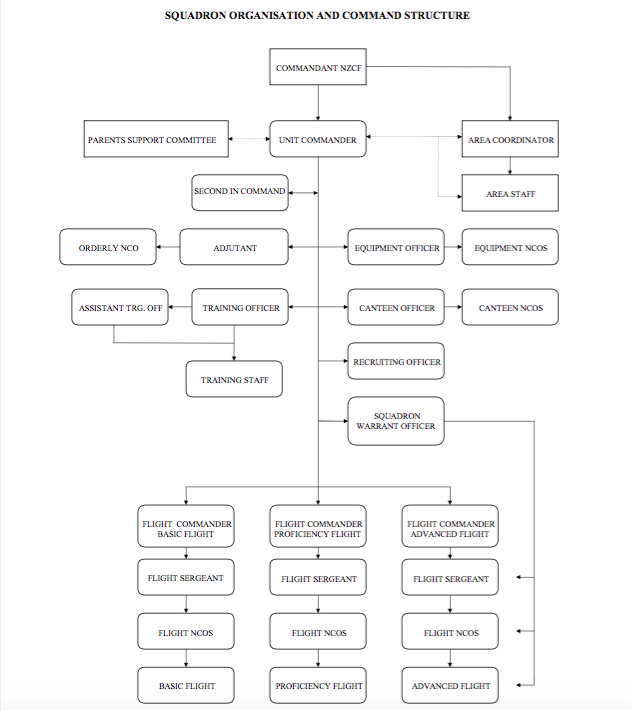
Struktur einer ATC-Staffel

Der Kommandeur trägt die Verantwortung für die ganze Einheit. Die Hauptaufgabe ist die Betreuung der Einheit, um problemlose Abläufe sicherzustellen.
Ein Adjutant ist ein Offizier einer Kadetten-Einheit, der einen ranghöheren Offizier unterstützt. Er trägt normalerweise die Verantwortung für die Finanztransaktionen und administrative Aufgaben.
Unteroffiziere und Offiziere sind Vorbilder für die jüngeren Mitglieder und unterrichten die  Kadetten in Bereichen wie Bushcraft (z. B. wie man sich in der Natur verhalten soll oder was man im Gepäck für eine Wanderung haben soll), Luftfahrt, Segeltechniken oder NZCF-Kenntnis (z. B. Geschichte der NZCF, Ethos der NZCF).

### Aufgaben und Grundsätze
Die Entwicklung von zuversichtlichen, eigenständigen Jugendlichen, die Verantwortung in der Gesellschaft tragen, kann mithilfe anspruchsvoll dargebotenen Gelegenheiten gefördert werden.
Die NZCF hat vier Core Values oder Grundsätze. Sie sind persönliche Eigenschaften, die als grundlegend für die Entwicklung von  jungen Leuten angesehen werden:
- Disziplin – man soll sich immer verantwortungsbewusst benehmen.
- Respekt – man soll Respekt für sich selbst und für andere Leute haben.
- Integrität – man soll sich immer ehrlich und vertrauenswürdig benehmen.
- Loyalität – man soll sich gegenüber der Einheit und dem Korps loyal verhalten.

### Ziel
Das Ziel der NZCF ist die Förderung der Entwicklung effektiver Führungsqualitäten der heutigen Jugendlichen, damit sie in der Gesellschaft Verantwortung übernehmen können. Diese Führungsqualitäten sollen mit Führungskursen und praktischer Erfahrung verwirklicht werden.

## Geschichte
Im Jahr 1929 wurde die erste Einheit des Sea Cadet Corps in Christchurch gegründet. Schon kurze Zeit später wurden Einheiten in vier anderen Großstädten gegründet. Im Jahr 2015 gibt es 17 Sea-Cadet-Corps-Einheiten in Neuseeland.
Die erste Cadet-Corps-Einheit wurde 1864 gegründet, mit Sitz in der Dunedin High School, (die heutige  Otago Boy’s High School ). Ab 1911 wurde das NZCC von der neuseeländischen Armee unter anderem durch Uniformen, Gewehre und andere Ausrüstungen unterstützt. Im Jahr 2015 gibt es 37 dieser Einheiten in Neuseeland.
Das ATC wurde 1941 gegründet, mit dem Zweck, potenzielle Soldaten der Luftwaffe zu trainieren. Der Grund dafür war die potenzielle Bedrohung einer japanischen Invasion im Zweiten Weltkrieg. Das ATC wurde als Vorbereitung für eine Karriere in der RNZAF betrachtet und diente zur Rekrutierung von Soldaten der Luftwaffe. Die in der RNZAF geltenden Methoden und Verfahren konnten durch eine Ausbildung mit dem ATC bewusst gemacht werden. Das ATC ist mit 48 Einheiten der größte Teil der NZCF.